# Silvestre Molet Gavaldà
Silvestre Molet Gavaldà (Reus, 8-XI-1836 - Barcelona, 1876) va ser un dramaturg català.
Col·laborador a la premsa reusenca, es decantà pel teatre i estrenà dos drames en vers i en tres actes: Lo 29 de setembre, que dramatitza l'inici de la Revolució de Setembre, i que va ser representada al Teatre Odeon de Barcelona el 13 de febrer de 1871, i La casa pairal, escrita en col·laboració amb Antoni Ferrer i Codina i estrenada també a l'Odeon el 13 de març de 1875, obra que qüestiona l'organització familiar tradicional. Les dues obres es van imprimir el mateix any de la seva representació, cosa que, segons l'erudit reusenc Joaquim Santasusagna, indica que no van passar desapercebudes, ja que l'autor buscava l'emoció del públic i no la fàcil rialla, i les seves obres desenvolupaven amb encert les complicacions escèniques. Morí als 40 anys, poc després de l'estrena de la seva última obra.